# Singtel
Singapore Telecommunications Limited, beter bekend als Singtel, is een Singaporees telecommunicatiebedrijf. Het bedrijf beheert het vaste telefoonnetwerk van Singapore, en is een van de vier grote mobiele aanbieders in het land.

## Singapore
Het bedrijf is de grootste aanbieder van mobiele telefonie in Singapore met een marktaandeel van 45% (4.3 miljoen abonnees) in 2023.
De eerste telefoons werden in 1879 in Singapore geïnstalleerd, en het publieke netwerk werd vanaf 1882 opgezet door de Oriental Telephone and Electric Company (OTEC). In 1955 werd de telefoondienst genationaliseerd door de Britse kolonisator in de Singapore Telephone Board (STB) die in 1974 werd gefuseerd tot Telecoms. In 1982 fuseerde deze dienst met de Postal Service Department, en in 1989 werd het geherstructureerd tot Singapore Telecom (Singtel). In 1993 werd Singtel geprivatiseerd en aandelen werden gefaseerd door het staats-investeringsbedrijf Temasek Holdings verkocht. Temasek heeft anno 2023 nog 51% de meerderheid van de aandelen in bezit.
Eind jaren 1990 eindigde het monopolie van Singtel, en kwamen concurrenten zoals Starhub en M1 op de markt.

## Buiten Singapore
Singtel is volledig eigenaar van het Australische Optus, en heeft anno 2023 een aandeel van meer dan 20% in grote telefonie-aanbieders in:
- Bharti Airtel (India en Afrika)
- AIS en Intouch (Thailand)
- Globe (Filippijnen)
- Telkomsel (Indonesië)